# Moto 360 (prima generazione)
Moto 360 è uno smartwatch basato su Android Wear.
È stato annunciato da Motorola Mobility il 18 marzo 2014 come uno dei dispositivi di lancio per Android Wear, una versione modificata di Android progettata specificamente per smartwatch e altri dispositivi indossabili. Una versione finale del dispositivo è stata esposta al Google I/O 2014. Durante l'IFA, la kermesse berlinese sulla tecnologia, Moto 360 è stato presentato ufficialmente al mercato europeo. Moto 360 è disponibile sul mercato dall'inizio 2015.

## Specifiche

### Hardware & Design
Moto 360 è il primo smartwatch ad avere un design circolare. Utilizza un display touchscreen capacitivo circolare, con cassa in acciaio inossidabile ed un cinturino in pelle o acciaio rimovibile. È resistente all'acqua ed ha la ricarica wireless Qi. L'orologio è provvisto anche un sensore di luminosità.

### Software
Moto 360 ha Android Wear, una versione modificata di Android progettata specificamente per dispositivi indossabili. Integra Google Now e si accoppia con smartphone aventi Android Jelly Bean 4.3 o superiore per notifiche, controlli e svariate altre funzioni.